# Comisión de investigación sobre la actuación del ministro Jorge Fernández Díaz

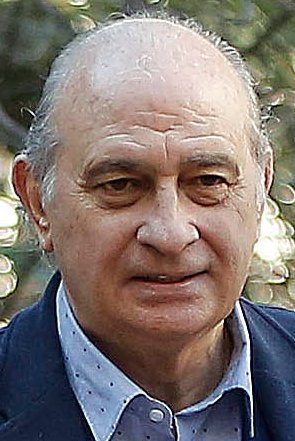
Jorge Fernández Díaz, ministro del Interior de España entre 2011 y 2016

La comisión de investigación sobre la actuación del ministro Jorge Fernández Díaz fue una comisión de investigación del Congreso de Diputados de España constituida el 9 de marzo de 2017 para averiguar las presuntas irregularidades llevadas a cabo por el ministerio del Interior durante el mandato de 2011 a 2016 del ministro Jorge Fernández Díaz, del gobierno de Mariano Rajoy. Su título oficial fue: «Comisión de Investigación sobre la utilización partidista en el Ministerio del Interior, bajo el mandato del ministro Fernández Díaz, de los efectivos, medios y recursos del Departamento y de las Fuerzas y Cuerpos de la Seguridad del Estado con fines políticos».
La comisión de investigación se formó a raíz de la publicación por el diario digital Público de las grabaciones de dos conversaciones mantenidas por el ministro en su despacho con el director de la Oficina Antifraude de Cataluña Daniel de Alfonso Laso en las que trataron sobre la posible incriminación por casos de corrupción de líderes independentistas catalanes o de sus familiares más cercanos.

## Desarrollo
El 21 de junio de 2016 el diario digital Público publicaba la primera entrega de la grabación de dos conversaciones mantenidas en el despacho del Ministro del Interior en Madrid, entre el ministro Jorge Fernández Díaz y el director de la Oficina Antifraude de Cataluña Daniel de Alfonso Laso en las que trataron sobre la posible incriminación por casos de corrupción de líderes independentistas catalanes o de sus familiares más cercanos. Las conversaciones tuvieron lugar los días 2 y 16 de octubre de 2014, unos pocos días antes de la celebración en Cataluña de la consulta del 9-N. Al conocerse la noticia todos los grupos de la oposición criticaron duramente al ministro Fernández Díaz y pidieron su dimisión o su destitución. Al mantenerse en el cargo presentaron en el Congreso de Diputados una proposición no de ley de recusación del ministro que fue aprobada en la Comisión de Interior el 18 de octubre de 2016, con los únicos votos en contra del grupo parlamentario del Partido Popular. La votación final en el pleno se produjo el 25 de octubre. Por su parte, el director de la Oficina Antifraude de Cataluña fue destituido por el Parlamento de Cataluña solo ocho días después de haberse hecho públicas las grabaciones. Únicamente votó en contra el grupo parlamentario del Partido Popular. Finalmente el Tribunal Supremo desestimó la querella presentada contra Fernández Díaz y contra De Alfonso por Xavier Trias y Convergencia Democrática de Cataluña por prevaricación, revelación de secretos y malversación al considerar que de las grabaciones no se desprendía la comisión ningún delito ―criterio compartido por la fiscalía― ya que la conversación mantenida entre ambos era un «intercambio de información» que «debe encuadrarse en el deber general de cooperación institucional que a ambos organismos [el Ministerio del Interior y la Oficina Antifraude de Cataluña] corresponde».
Un mes después de publicarse el contenido de las conversaciones entre Fernández Díaz y De Alfonso, el grupo parlamentario socialista presentó en el Congreso de los Diputados la solicitud de la creación de una Comisión de Investigación que fue aprobada por el pleno el 27 de septiembre de 2016. Se constituyó el 9 de marzo de 2017 bajo la presidencia de Mikel Legarda del PNV. Celebró 17 sesiones, siendo la última el 20 de julio de 2017, en la que se elaboró y aprobó el dictamen. Comparecieron Daniel de Alfonso Laso, exdirector de la Oficina Antifraude de Cataluña; Jorge Fernández Díaz, ex Ministro del Interior; Ignacio Cosidó, ex Director general de la Policía; José Ángel Fuentes Gago, Inspector Jefe de la Policía; y Eugenio Pino Sánchez, ex Director Adjunto Operativo de la Dirección General de la Policía. Hubo siete votos particulares, uno por cada grupo parlamentario.
Durante su comparecencia ante la Comisión de Investigación, el ministro Fernández Díaz negó rotundamente las acusaciones de los diputados de la oposición. En respuesta a uno de ellos dijo:

Puedo asegurarle… que no ha habido ninguna voluntad política de investigar específicamente a ninguna formación política, ni a Podemos ni a ninguna. En todo caso se habrán investigado conductas potencialmente delictivas que afectarían o han afectado a personas de todas las formaciones políticas. ¿Qué luego se pueden cometer errores? Sin duda, pero yo le puedo asegurar que no ha habido ninguna orden, y se lo digo rotundamente, ninguna orden, ninguna voluntad política, en absoluto, de investigar ni a Podemos ni a nadie. Se lo puedo asegurar.

## Dictamen
El dictamen final fue aprobado por todos los grupos parlamentarios, excepto por el de Ciudadanos, que se abstuvo, y por el del Partido Popular, que votó en contra. En las conclusiones 3 y 4 del dictamen final se decía lo siguiente:

3.En el Ministerio del Interior, bajo el mandato del señor Fernández Díaz, usando de manera fraudulenta el catálogo de puestos de trabajo, se creó una estructura policial bajo las instrucciones del señor Cosidó Gutiérrez, por orden del DAO Eugenio Pino, con el conocimiento y consentimiento del Ministro destinada a obstaculizar la investigación de los escándalos de corrupción que afectaban al Partido Popular y al seguimiento, la investigación y, en su caso, la persecución de adversarios políticos. A modo de ejemplo: PSOE (como demuestran la creación y trabajos realizados por las BARC), el nacionalismo catalán (señor Trias) o Podemos (Informe PISA).
4. Estas decisiones han supuesto una inaceptable utilización partidista de los efectivos, medios y recursos del Departamento de Interior y de las Fuerzas y Cuerpos de Seguridad del Estado, con un abuso de poder que quebranta reglas esenciales de la democracia y del Estado de Derecho.

## Votos particulares

### Esquerra Republicana de Cataluña
En el voto particular de Esquerra Republicana de Cataluña se consideraba

probada la existencia de una ‘Policía Patriótica’ que siguiendo órdenes políticas puso en marcha la llamada ‘Operación Catalunya’. Esta operación implicaba cargos políticos, funcionarios del Ministerio del Interior y miembros de otras instituciones como la Oficina Antifraude de Catalunya y de la judicatura y estaba destinada, presuntamente, a espiar, seguir y conspirar contra los representantes políticos democráticamente elegidos. Fue dirigida desde el Ministerio de Interior bajo el mando del entonces Ministro, Jorge Fernández Díaz.

Esquerra Republicana también consideraba probado que existió «una sistematización destinada a imputar cargos de corrupción, infundir sospechas y calumnias a rivales políticos a través de filtraciones en los medios de pruebas falsas y la manipulación documental. Probado que bajo el mandato del Ministro Fernández Díaz se elaboraron pruebas falsas para incriminar al actual Vicepresident y Conseller d’Economia i Hisenda de la Generalitat de Catalunya y Presidente de Esquerra Republicana de Catalunya, Oriol Junqueras. Probado que bajo el mandato del Ministro Fernández Díaz se elaboraron pruebas falsas para incriminar al exalcalde de Barcelona, Sr. Xavier Trias. Probado que las reuniones mantenidas entre el Ministro Fernández Díaz y el exdirector de la Oficina Antifrau de Catalunya, Daniel De Alfonso, tenían como finalidad conspirar para influir en la coyuntura política catalana. Probada la existencia de una connivencia entre la cúpula policial del Ministro Fernández Díaz y determinados medios de comunicación con el objetivo de publicar información falsa con el único objetivo de perjudicar a partidos políticos catalanes y sus dirigentes tal como se desprende del conjunto de llamadas intercambiadas entre miembros de la cúpula policial y periodistas».

### PDeCAT
En el voto particular del PDeCAT también se afirmaba la existencia de la ‘Operación Cataluña’:

Uno de los temas que han centrado los trabajos de esta Comisión de Investigación es conocer si el proceso para poder decidir el futuro político que vive Catalunya desde hace unos años ha provocado la organización de una línea estratégica de trabajo en el Ministerio, poco o nada democrática, que utilizaba recursos humanos y económicos propios del Ministerio del Interior y previstos para otras funciones, para articular investigaciones y noticias falsas para ser difundidas en los grandes medios de comunicación con el fin de desprestigiar a políticos e instituciones de Catalunya que apoyan el proceso para poder decidir el futuro político de Catalunya y la demanda de un referéndum. En este supuesto trabajaban con otras instituciones como la Oficina Antifrau de Catalunya, empresas y medios de comunicación afines dispuestos a participar y dar difusión a dicha causa. Nos referimos a lo que se conoce periodísticamente como Operación Catalunya.
 (…)
La Comisión de Investigación considera probado que uno de los objetivos políticos principales perseguidos por el Ministerio del Interior bajo el mando de Fernández Díaz fue la generación de noticias e informaciones contrarias a los dirigentes políticos que dan su apoyo al proceso independentista catalán y que para ello se procedió a generar informaciones falsas y difamaciones, como es el caso de los informes falsos de la UDEF sobre el President Mas o sobre las falsas cuentas en Suiza del alcalde Trias, con el agravante de haberse generado dichas informaciones en las fechas previas a las elecciones del 25 de noviembre de 2012 al Parlament de Catalunya y, de nuevo, en el caso del Alcalde Trias, con anterioridad a las elecciones municipales de 2015.

### Partido Popular
El Partido Popular en su voto particular consideró que las acusaciones objeto de la Comisión «no han podido ser acreditadas como ciertas durante el proceso investigador realizado por la Comisión», ya que «los cinco comparecientes» «negaron a preguntas directas sobre esta cuestión, que la Policía fuera gestionada durante el mandato del Ministro Jorge Fernández con criterios partidistas. Manifestaron que no se impartieron órdenes para tapar posibles casos de corrupción relacionados con el Partido Popular, ni tampoco se dieron para la realización de investigaciones, la fabricación de pruebas o de informes que perjudicaran a partidos políticos rivales o a dirigentes de éstos. Igualmente declararon que no existió confabulación alguna de responsables del Ministerio del Interior, cargos Policiales y responsables de otras instituciones para realizar estas actuaciones de carácter partidista». «Del mismo modo, la amplísima documentación aportada a solicitud de la Comisión, tampoco ha servido para acreditar la presunta utilización partidista de la Policía por parte de los altos cargos del Ministerio del Interior». Así, concluía el PP que «el intento de sacar conclusiones manipuladas de esta documentación y de las declaraciones de los comparecientes, permiten deducir, esta vez sí, un interés partidista de algunas formaciones políticas en crear artificialmente y sin pruebas, ni indicios mínimamente sólidos, una acusación general contra la gestión del Sr. Fernández en la Policía. Parece evidente que algunas de ellas pretenden desgastar al Partido Popular por puro interés político y otras buscan ocultar su responsabilidad en casos de corrupción o de financiación ilegal de sus partidos o intentan desacreditar la investigación policial sobre la comisión de graves delitos que están enmascarados dentro del denominado proceso independentista catalán y de la que podrían ser responsables».
Sobre la conversación filtrada del ministro Fernández Díaz con el director de la Oficina Antifraude de Cataluña el PP decía:

Se produjo una filtración interesada, calculada, manipulada, fragmentada y orientada políticamente de unas conversaciones privadas que tuvieron lugar 20 meses antes de la publicación y cuyo objeto fueron expedientes instruidos y documentados de acuerdo con las competencias atribuidas por la Ley a la Oficina Antifraude.

Por otro lado, en el voto particular del PP se mencionó la ‘Operación Cataluña’ ―«la organización desde el Gobierno de una campaña de desprestigio dirigida contra las formaciones independentistas»― pero para negar su existencia, basándose en el hecho de que los cinco comparecientes «de forma clara y rotunda» negaron la «existencia de la mencionada ‘Operación Cataluña’». A continuación se citaban sus declaraciones. Así el exministro del Interior preguntado por el diputado de Esquerra Gabriel Rufián sobre quién era «el señor X de la operación Cataluña», respondió: «Si me explica usted la operación Cataluña, a lo mejor le puedo decir lo otro». De Alfonso dijo: «¿yo metido en la que han denominado los medios como operación Cataluña? ¿Yo metido en esa operación? No. Si existía, que lo desconozco, yo no estaba dentro, se lo aseguro». Cosidó: «No creo que haya operación Cataluña». Fuentes Gago: «No hay ninguna operación Cataluña». Pino preguntado sobre si ha existido una operación Cataluña responde: «No».

En consecuencia, esta Comisión de investigación no puede llegar a la conclusión de que existió la llamada ‘operación Cataluña’ pues todos los comparecientes lo han negado de forma contundente. Si las conclusiones de esta Comisión estaban escritas antes de celebrarse las comparecencias y antes de toda actividad indagatoria, en tal caso el trabajo de la misma habrá resultado una pérdida de tiempo. Solo desde ese apriorismo cargado de intencionalidad política pude defenderse cualquier conclusión que afecte a la llamada ‘Operación Cataluña’, sistemáticamente negada por todos los comparecientes.